# Petrus Johannes Vegelin van Claerbergen
Petrus Johannes Vegelin van Claerbergen (Joure, 7 augustus 1845 – 's-Gravenhage, 24 juli 1918) was een hofdienaar en lange tijd directeur van het Kabinet der Koningin.

## Familie
Jhr. P.J. Vegelin van Claerbergen was een lid van de familie Vegilin van Claerbergen en een zoon van het Tweede Kamerlid jhr. P.B.J. Vegelin van Claerbergen (1808-1879) en diens eerste echtgenote, jkvr. A. van Beyma (1815-1851). Hij bleef ongehuwd.

## Loopbaan
Hij was in de jaren 1867-1870 luitenant-ter-zee tweede klasse. In 1875 werd hij benoemd tot particulier secretaris van koning Willem III wat hij bleef tot 1879. Daarna trad hij in dienst van het Kabinet des Konings, waar hij in 1899 directeur werd; hij bleef die functie behouden tot 1910. In dat laatste jaar werd hij benoemd tot lid van de Raad van State in buitengewone dienst wat hij bleef tot aan zijn overlijden. In 1875 werd hij benoemd tot kamerheer in bijzondere dienst wat hij tot zijn overlijden bleef.

## Onderscheidingen
- Officier in de Orde van de Eikenkroon (1878)
- Ridder vierde klasse in de Orde van de Gouden Leeuw van Nassau (1880)
- Ridder in de Orde van de Nederlandse Leeuw (1890)
- Commandeur in de Orde van Oranje-Nassau (1902)